# Лавров, Владимир Александрович (тренер)
Влади́мир Алекса́ндрович Лавро́в (19 января 1928, Волгоград, РСФСР, СССР — 5 июля 2019, Москва, Россия) — советский и российский тренер по боксу. Работал тренером в спортивных обществах «Пищевик» и «Трудовые резервы», тренер сборных команд СССР и России, преподаватель Краснодарского института пищевой промышленности. Подготовил ряд титулованных боксёров, в том числе двукратного чемпиона Европы Валерия Трегубова. Заслуженный тренер СССР (1970).

## Биография
Владимир Лавров родился 19 января 1928 года в Волгограде, детство провёл в Краснодаре. Увлёкся боксом ещё в возрасте двенадцати лет, когда стал свидетелем поединков немецких солдат во время Великой Отечественной войны. Проходил подготовку под руководством тренера Леонида Николаевича Команова, состоял в сборной команде Краснодарского края, участвовал в соревнованиях регионального значения, однако из-за слабого здоровья вынужден был рано завершить спортивную карьеру и перешёл на тренерскую работу.
В 1950 году заочно окончил Московский институт физической культуры и спорта. Работал преподавателем физической культуры в Краснодарском институте пищевой промышленности и тренером в добровольном спортивном обществе «Пищевик». Впоследствии перешёл в спортивное общество «Трудовые резервы», где в течение многих лет занимался подготовкой начинающих боксёров. Входил в число тренеров национальной сборной команды Советского Союза, с которой побывал на многих международных турнирах в разных частях света, в частности готовил команду к Олимпийским играм 1976 и 1980 годов. После распада СССР с 1992 года также привлекался к работе в национальной сборной Российской Федерации, вёл тренерскую работу на спортивной базе ЦСКА. Тренер частного боксёрского клуба «Восток» в Москве.
За долгие годы тренерской работы Лавров подготовил плеяду талантливых спортсменов, добившихся успеха на всесоюзном и международном уровнях. Один из самых известных его воспитанников — заслуженный мастер спорта Валерий Трегубов, двукратный чемпион Европы, трёхкратный чемпион СССР, победитель и призёр ряда крупных международных турниров. За подготовку этого спортсмена в 1970 году Владимир Лавров был удостоен почётного звания «Заслуженный тренер СССР».
В разное время его подопечными были такие титулованные боксёры, как Виктор Ульянич, Камиль Джамалутдинов, Валерий Удовик, Валерий Белоусов и др. Тренировал в числе прочих известного боксёра-профессионала Александра Димитренко.
Награждён орденом Трудового Красного Знамени, орденом «Знак Почёта», медалью ордена «За заслуги перед Отечеством» II степени.
Его младший брат Артём Лавров также является заслуженным тренером СССР по боксу, в 1980-х годах занимал должность главного тренера сборной страны.
Умер 5 июля 2019 года в Москве в возрасте 91 года.